# هیدروکسی‌انیسول بوتیله‌شده
هیدروکسی‌انیسول بوتیله‌شده (به انگلیسی: Butylated hydroxyanisole) یک ترکیب شیمیایی با شناسه پاب‌کم ۲۴۶۶۷ است. شکل ظاهری این ترکیب، جامد مومی است.